# Divízió II 2011
La Divízió II 2011 è la 2ª edizione del campionato di football americano di terzo livello, organizzato dalla MAFL.
A seguito della cancellazione della stagione della HFL per ragioni organizzative è diventata de facto il secondo livello nazionale.

## Squadre partecipanti
| Club                | Città          | Stadio | Sponsor ufficiale | Risultato nella stagione 2010 |
| ------------------- | -------------- | ------ | ----------------- | ----------------------------- |
| Budapest Cowboys 2  | Budapest       |        |                   |                               |
| Budapest Eagles     | Budapest       |        |                   |                               |
| Budapest Hurricanes | Budapest       |        |                   |                               |
| Budapest Wolves 2   | Budapest       |        |                   |                               |
| Debrecen Gladiators | Debrecen       |        |                   |                               |
| Fehérvár Enthroners | Székesfehérvár |        |                   |                               |
| Haladás Crushers    | Szombathely    |        |                   |                               |
| Pécs Gringos        | Pécs           |        |                   |                               |
| Tata Mustangs       | Tata           |        |                   |                               |
| Újpest Bulldogs     | Budapest       |        |                   |                               |

## Stagione regolare

### Calendario

#### 1ª giornata
| Székesfehérvár 12 marzo 2011 | Fehérvár Enthroners | 0 – 35 | Budapest Hurricanes | Köfém rugby pálya |

| 13 marzo 2011 | Budapest Wolves 2 | 20 – 32 | Budapest Cowboys 2 |  |

#### 2ª giornata
| Debrecen 26 marzo 2011 | Debrecen Gladiators | 6 – 41 | Budapest Hurricanes | Gázvezeték salakmotorpálya |

| 26 marzo 2011 | Tata Mustangs | 16 – 39 | Újpest Bulldogs |  |

| 26 marzo 2011 | Fehérvár Enthroners | 13 – 17 | Budapest Eagles |  |

#### 3ª giornata
| 3 aprile 2011 | Haladás Crushers | 35 – 0 | Budapest Cowboys 2 |  |

#### 4ª giornata
| Budapest 9 aprile 2011 | Budapest Hurricanes | 35 – 0 | Újpest Bulldogs | Építők Sporthostel |

| 9 aprile 2011 | Pécs Gringos | 20 – 18 | Budapest Wolves 2 |  |

#### 5ª giornata
| 17 aprile 2011 | Budapest Cowboys 2 | 34 – 20 | Budapest Eagles |  |

#### 6ª giornata
| Budapest 23 aprile 2011 | Újpest Bulldogs | 38 – 14 | Budapest Wolves 2 | Stadio Rudolf Illovszky |

#### 7ª giornata
| 30 aprile 2011 | Tata Mustangs | 40 – 38 | Pécs Gringos |  |

| 1º maggio 2011 | Haladás Crushers | 20 – 26 | Budapest Eagles |  |

#### 8ª giornata
| Budapest 7 maggio 2011 | Budapest Eagles | 7 – 42 | Budapest Hurricanes | Építők Sporthostel |

| 7 maggio 2011 | Debrecen Gladiators | 26 – 40 | Újpest Bulldogs |  |

| 8 maggio 2011 | Budapest Cowboys 2 | 42 – 20 | Fehérvár Enthroners |  |

| 8 maggio 2011 | Budapest Wolves 2 | 12 – 32 | Haladás Crushers |  |

#### 9ª giornata
| 14 maggio 2011 | Debrecen Gladiators | 20 – 46 | Tata Mustangs |  |

| 14 maggio 2011 | Pécs Gringos | 55 – 20 | Budapest Cowboys 2 |  |

#### 10ª giornata
| 22 maggio 2011 | Haladás Crushers | 25 – 6 | Fehérvár Enthroners |  |

| Budapest 22 maggio 2011 | Budapest Hurricanes | 47 – 12 | Tata Mustangs | Építők Sporthostel |

#### 11ª giornata
| 29 maggio 2011 | Újpest Bulldogs | 43 – 37 | Pécs Gringos |  |

#### 12ª giornata
| 4 giugno 2011 | Fehérvár Enthroners | 6 – 8 | Debrecen Gladiators |  |

#### 13ª giornata
| 11 giugno 2011 | Pécs Gringos | 9 – 21 | Haladás Crushers |  |

| 11 giugno 2011 | Budapest Eagles | 20 – 14 | Debrecen Gladiators |  |

| 12 giugno 2011 | Tata Mustangs | 8 – 9 | Budapest Wolves 2 |  |

### Classifiche
Le classifiche della regular season sono le seguenti:
- PCT = percentuale di vittorie, G = partite giocate, V = partite vinte,  P = partite perse, PF = punti fatti, PS = punti subiti

| Pos. | Squadra             | PCT   | G | V | N | P | PF  | PS  |
| ---- | ------------------- | ----- | - | - | - | - | --- | --- |
| 1    | Budapest Hurricanes | 1.000 | 5 | 5 | 0 | 0 | 200 | 25  |
| 2    | Haladás Crushers    | .800  | 5 | 4 | 0 | 1 | 133 | 53  |
| 3    | Újpest Bulldogs     | .800  | 5 | 4 | 0 | 1 | 160 | 128 |
| 4    | Budapest Cowboys 2  | .600  | 5 | 3 | 0 | 2 | 128 | 150 |
| 5    | Budapest Eagles     | .600  | 5 | 3 | 0 | 2 | 90  | 123 |
| 6    | Tata Mustangs       | .400  | 5 | 2 | 0 | 3 | 122 | 153 |
| 7    | Pécs Gringos        | .400  | 5 | 2 | 0 | 3 | 159 | 142 |
| 8    | Budapest Wolves 2   | .200  | 5 | 1 | 0 | 4 | 73  | 130 |
| 9    | Debrecen Gladiators | .200  | 5 | 1 | 0 | 4 | 74  | 253 |
| 10   | Fehérvár Enthroners | .000  | 5 | 0 | 0 | 5 | 45  | 127 |

## Playoff

### Tabellone
|  | Wild Card | Wild Card          | Wild Card        |                    |                     | Semifinali          | Semifinali          | Semifinali |  |  | II Duna Bowl | II Duna Bowl | II Duna Bowl |  |
|  |           |                    |                  |                    |                     |                     |                     |            |  |  |              |              |              |  |
|  |           |                    |                  |                    |                     | 1                   | Budapest Hurricanes | 35         |  |  |              |              |              |  |
|  |           |                    |                  |                    |                     | 1                   | Budapest Hurricanes | 35         |  |  |              |              |              |  |
|  |           |                    |                  | Budapest Cowboys 2 | 0                   |                     |                     |            |  |  |              |              |              |  |
|  | 4         | Budapest Cowboys 2 | 27               | Budapest Cowboys 2 | 0                   |                     |                     |            |  |  |              |              |              |  |
|  | 4         | Budapest Cowboys 2 | 27               |                    |                     |                     |                     |            |  |  |              |              |              |  |
|  | 5         | Budapest Eagles    | 21               |                    |                     |                     |                     |            |  |  |              |              |              |  |
|  | 5         | Budapest Eagles    | 21               |                    | Budapest Hurricanes | Budapest Hurricanes | 49                  |            |  |  |              |              |              |  |
|  |           |                    |                  |                    |                     |                     |                     |            |  |  |              |              |              |  |
|  |           |                    | Újpest Bulldogs  | Újpest Bulldogs    | 14                  |                     |                     |            |  |  |              |              |              |  |
|  |           |                    |                  | Újpest Bulldogs    | 14                  |                     |                     |            |  |  |              |              |              |  |
|  |           |                    |                  |                    |                     |                     |                     |            |  |  |              |              |              |  |
|  |           |                    |                  |                    |                     |                     |                     |            |  |  |              |              |              |  |
|  |           | 2                  | Haladás Crushers | 20                 |                     |                     |                     |            |  |  |              |              |              |  |
|  |           |                    |                  | 20                 |                     |                     |                     |            |  |  |              |              |              |  |
|  |           |                    |                  | Újpest Bulldogs    | 26                  |                     |                     |            |  |  |              |              |              |  |
|  | 3         | Újpest Bulldogs    | 49               | Újpest Bulldogs    | 26                  |                     |                     |            |  |  |              |              |              |  |
|  | 3         | Újpest Bulldogs    | 49               |                    |                     |                     |                     |            |  |  |              |              |              |  |
|  | 6         | Tata Mustangs      | 14               |                    |                     |                     |                     |            |  |  |              |              |              |  |

### Wild Card
| Budapest 19 giugno 2011 | Újpest Bulldogs | 49 – 14 | Tata Mustangs | Stadio Rudolf Illovszky |

| 19 giugno 2011 | Budapest Cowboys 2 | 27 – 21 | Budapest Eagles |  |

### Semifinali
| 3 luglio 2011 | Haladás Crushers | 20 – 26 | Újpest Bulldogs |  |

| Budapest 10 luglio 2011 | Budapest Hurricanes | 35 – 0 | Budapest Cowboys 2 | Építők Sporthostel |

### II Duna Bowl
| Dunaújváros 17 luglio 2011 | Budapest Hurricanes | 49 – 14 | Újpest Bulldogs | Eszperantó úti Stadion |

## Verdetti
- Budapest Hurricanes Vincitori della Divízió II 2011